# Club Deportivo Voleibol Río Duero Soria 2014-2015
Questa voce raccoglie le informazioni riguardanti il Club Deportivo Voleibol Río Duero Soria nelle competizioni ufficiali della stagione 2014-2015.

## Organigramma societario
Area direttiva
- Presidente: Alfredo Cabrerizo

Area tecnica
- Allenatore: Alfonso Flores
- Allenatore in seconda: Francisco Javier Alonso

## Rosa
| N° | Nome                     | Ruolo | Data di nascita   | Nazionalità sportiva |
| -- | ------------------------ | ----- | ----------------- | -------------------- |
| 1  | Víctor Bouza             | S     | 10 giugno 1990    | Spagna               |
| 2  | Manuel Salvador          | S     | 11 aprile 1986    | Spagna               |
| 3  | Alejandro Martínez       | S/O   | 11 febbraio 1984  | Spagna               |
| 4  | Luis Rodrigo Caldas      | C     | 22 ottobre 1988   | Spagna               |
| 5  | Guillermo Muñoz          | L     | 3 gennaio 1984    | Spagna               |
| 6  | Jaime Pérez              | P     | 20 settembre 1985 | Spagna               |
| 7  | Andrés Francisco Portero | P     | 6 giugno 1991     | Spagna               |
| 11 | Alfonso Flores           | P     | 24 agosto 1975    | Spagna               |
| 12 | Álvaro Hernández         | L     | 17 gennaio 2001   | Spagna               |
| 13 | Luis Martín              | S/O   | 30 gennaio 1996   | Spagna               |
| 14 | Ariel Gil                | C     | 7 marzo 1988      | Cuba                 |
| 15 | Daniel Sanz              | C     | 5 febbraio 1996   | Spagna               |
| 16 | Alberto Salas            | S/O   | 13 settembre 1984 | Spagna               |
| 17 | Manuel Sevillano         | S     | 2 luglio 1971     | Spagna               |
| 18 | Juan Manuel González     | S     | 11 gennaio 1994   | Spagna               |